# Föreningen för kvinnans politiska rösträtt i Linköping

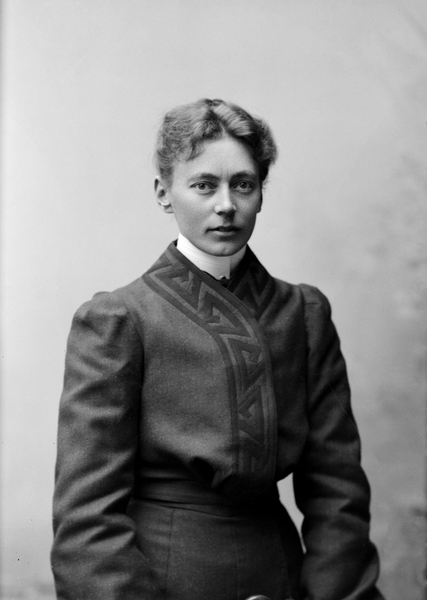
Jenny Wallerstedt av Maria Tesch

Föreningen för kvinnans politiska rösträtt i Linköping, även kallad Linköpingföreningen för kvinnans politiska rösträtt, var Linköpings lokalförening inom Landsföreningen för kvinnans politiska rösträtt (LKPR). Föreningen var verksam lokalt i Linköping, bildad 2 maj 1903, och arbetade för införandet av kvinnors rösträtt i Sverige.

## Historik
Bland aktiviteterna fanns föredrag, samkväm, insamling av medel och förhandlingar om samarbete med andra organisationer. 
1908 rapporterades: 
"Under valperioden engagerade föreningen d:r Gulli Petrini att tala å ett politiskt möte i Linköping. D:r P. hade där tillfälle att tala till en publik av c:a 2,000 personer (mest män), vilka mottogo föredraget med stormande applåder. Vid sommarens nykterhetsmöten i länet utdel-ades Landsföreningens upprop “Till medlemmar av Sverges nykterhetsorganisationer. “ Föreningen interpellerade en del riksdagsmanna-kandidater skriftligt. Stadens båda riksdagsmannakandidater uttalade sig pä valmötena, utan interpellation, om sin ställning till vår rösträttsfråga. Någon valagitation bedrevs icke..
Kvinnlig rösträtt accepterades av riksdagen 1919 och genomfördes 1921, vilket medförde att både landsföreningen och alla dess lokalföreningar upphörde mellan 1919 och 1921.

## Styrelse

### Ordförande
- 1903–1919: Jenny Wallerstedt
- 1919–1921: Louise Montgomery

### Vice ordförande
- 1914: Anna Löwendahl

### Ledamöter
- 1914: Maria Tollin
- 1914: Eva Hanzén
- 1914: Anna Wahlbeck
- 1914: Anna Jansson
- 1914: Melin Fridén